# Jerome Morris
Jerome Morris (...) è un giocatore di football americano tedesco, che gioca come runningback per i New Yorker Lions.

## Palmarès
- 1 Europeo (2010)
- 1 German Bowl (New Yorker Lions, 2019)